# Vendela Kirsebom
Vendela Maria Kirsebom (ur. 12 stycznia 1967 w Sztokholmie) – szwedzka i norweska modelka. 
Urodzona w Sztokholmie, córka Norweżki i Turka. Po raz pierwszy zauważona podczas kolacji z rodzicami w wieku 13 lat. W wieku 18 lat ukończyła szkołę Rudolfa Steinera i przeniosła się do Włoch by kontynuować karierę modelki w Ford Models. Następnie podpisała kontrakty z agencjami w Nowym Jorku, Monachium i Barcelonie. W Nowym Jorku w 1997 roku została twarzą Victoria’s Secret. 
Pojawiała się na okładkach i odbywała sesje zdjęciowe do wielu prestiżowych magazynów mody na świecie, m.in.: Vogue, Elle i Cosmopolitan. W 1998 roku zakończyła międzynarodową karierę i została rzecznikiem firmy Almay.